# Seconds Out
Seconds Out is een live-album van de Engelse band Genesis. Het album werd in 1977 op dubbel-lp uitgegeven, en bevat nummers die in 1976 en 1977 zijn opgenomen tijdens concerten in Parijs.
Het album bevat, naast ouder repertoire uit het tijdperk met Peter Gabriel, voornamelijk nummers van de lp's A Trick of the Tail en Selling England by the pound. Het is het eerste live-album met Phil Collins als zanger, en zou het laatste album zijn in het tijdperk met Steve Hackett. Voor voormalig Weather Report-drummer Chester Thompson waren de concerten uit deze toer de start van een langdurige samenwerking als concertdrummer met Genesis. De opname van het nummer Cinema Show wordt gedrumd door ex-Yes en -King Crimsondrummer Bill Bruford.

## Tracks
Muziek en teksten van Banks/Collins/Gabriel/Hackett/Rutherford, tenzij anders aangegeven.
| Nr. | Titel                                        | Duur |
| --- | -------------------------------------------- | ---- |
| 1.  | Squonk (Banks/Rutherford)                    | 6:39 |
| 2.  | The Carpet Crawlers                          | 5:27 |
| 3.  | Robbery, Assault and Battery (Banks/Collins) | 6:02 |
| 4.  | Afterglow (Banks)                            | 4:29 |

| Nr. | Titel                                 | Duur |
| --- | ------------------------------------- | ---- |
| 1.  | Firth of Fifth                        | 8:56 |
| 2.  | I know what I like (in your wardrobe) | 8:45 |
| 3.  | The Lamb Lies Down on Broadway        | 4:59 |
| 4.  | The Musical Box (laatste deel)        | 3:18 |

| Nr. | Titel          | Duur  |
| --- | -------------- | ----- |
| 1.  | Supper's ready | 24:33 |

| Nr. | Titel                                                 | Duur  |
| --- | ----------------------------------------------------- | ----- |
| 1.  | The Cinema Show                                       | 10:58 |
| 2.  | Dance on a volcano (Banks/Collins/Hackett/Rutherford) | 4:24  |
| 3.  | Los Endos (Banks/Collins/Hackett/Rutherford)          | 7:14  |

## Bezetting
- Tony Banks : RMI elektrische piano, Hammond T. orgel, ARP Pro Soloist, Melotron 400, Epiphone 12 string, achtergrondzang
- Steve Hackett : Gibson Les Paul, Hokada 12 string
- Phil Collins : Zang, Premier en Gretsch drums
- Mike Rutherford : Shergold Electric 12 string & basgitaar, 8 string bas, Alvarez 12 string, Moog Taurus baspedalen, achtergrondzang
- Bill Bruford : Ludwig and Hayman drums en percussie
- Chester Thompson : Pearl drums en percussie

From Genesis to Revelation · Trespass · Nursery Cryme · Foxtrot · Live · Selling England by the Pound · The Lamb Lies Down on Broadway · A Trick of the Tail · Wind & Wuthering · Seconds Out · ...And then there were three... · Duke · Abacab · Three Sides Live · Genesis · Invisible Touch · We Can't Dance ·  The way we walk volume one, the shorts · The way we walk volume two, the longs · Calling All Stations · Turn It On Again · Genesis Live over Europe